# La agencia: Batalla de modelos

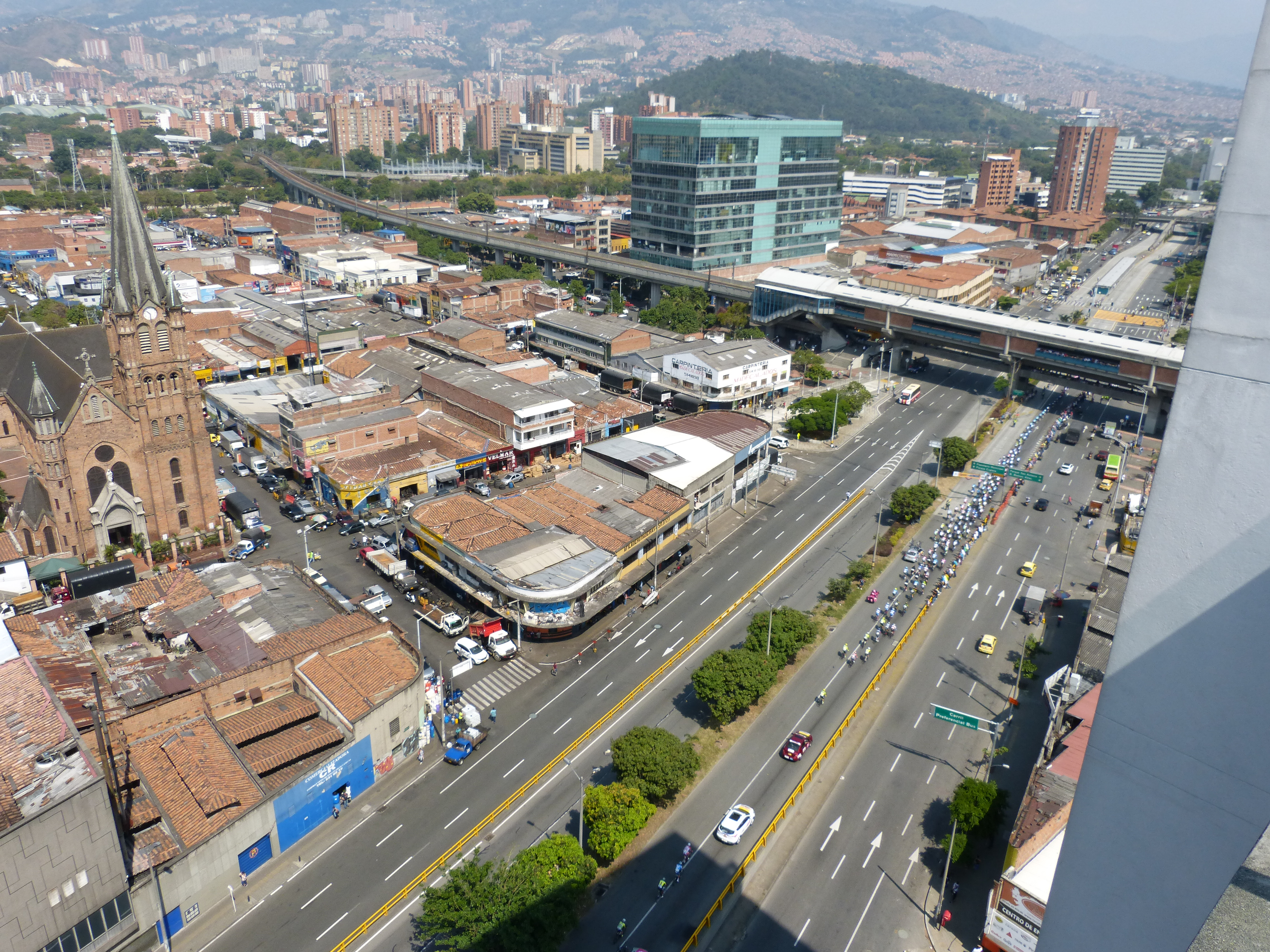
El edificio Oasis de la Moda, en el centro de Medellín, sirvió como residencia de los modelos.

La agencia, batalla de modelos (también conocido simplemente como La agencia), es un reality show colombiano ambientado en el mundo de la moda y las pasarelas internacionales, en el que un grupo de hombres y mujeres competirán por alcanzar un premio de  COL$ 400 000 000, y de esta forma iniciar su carrera en el modelaje profesional. Además de esto, durante el programa, habrán en juego alrededor de COL$ 500 000 000 en competencias grupales e individuales.
El formato, cuya primera temporada se estrenó el 8 de enero de 2019, es presentado por la reconocida conductora y modelo Andrea Serna. El panel de directoras de las agencias, a su vez, estará conformado por reconocidas modelos colombianas de amplia trayectoria nacional e internacional, como Belky Arizala, Carolina Castro y Catalina Maya. Además, el grupo de jurados lo integran ilustres íconos de la moda en Colombia, como Pilar Castaño, Franklin Ramos y Juan Carlos Giraldo.

## Formato
El programa contará con la presencia de 24 concursantes, 12 hombres y 12 mujeres, divididos en tres agencias, que a su vez estarán dirigidas por tres súper modelos colombianas: Belky Arizala, Carolina Castro y Catalina Maya. Los aspirantes deberán convivir en El Loft, un penthouse ubicado en el centro de Medellín, la capital latinoamericana de la moda, mientras se enfrentarán a una serie de pruebas y competencias con el fin de realizar su sueño de convertirse en modelos profesionales.
Cada agencia, además de sus directoras, contará con un fotógrafo, un director de comerciales y expertos en vestuario, maquillaje y peluquería, quienes estarán a disposición de los 4 hombres y las 4 mujeres que las conformarán.
El objetivo final es que una de estas agencias corone a una pareja como la revelación del modelaje colombiano. El premio mayor de la competencia es la suma de COL$ 400 000 000; sin embargo, habrá en juego otros COL$ 500 000 000.

## Equipo del programa

### Directoras
- Belky Arizala: Modelo, empresaria y actriz afrocolombiana, nacida en Cúcuta, Norte de Santander.[1]
- Carolina Castro: Modelo y empresaria colombiana.[2]
- Catalina Maya: Modelo colombiana, nacida en Medellín, Antioquia.[3]

### Jurado
- Pilar Castaño: Periodista y escritora. Reconocida especialmente por su trabajo en la industria de la moda.[4]
- Franklin Ramos: Asesor de imagen.[5]
- Juan Carlos Giraldo: Periodista y crítico de moda.[6]

### Presentadora
- Andrea Serna: Presentadora de televisión, locutora de radio y modelo.

## Participantes
| Concursante | Concursante | Concursante | Concursante | Concursante | Concursante | Concursante | Concursante | Concursante | Concursante | Concursante | Concursante | Concursante                  | Procedencia         | Edad | Estatura | Ocupación                            | Estado actual                         |
| ----------- | ----------- | ----------- | ----------- | ----------- | ----------- | ----------- | ----------- | ----------- | ----------- | ----------- | ----------- | ---------------------------- | ------------------- | ---- | -------- | ------------------------------------ | ------------------------------------- |
|             |             |             |             |             |             |             |             |             |             |             |             | Jhan Mena                    | El Bagre            | 22   | 1.90     | Modelo y bailarín.                   | Ganadores 22/02/2019.                 |
|             |             |             |             |             |             |             |             |             |             |             |             | Andrea Valentina Rubio       | Caracas             | 19   | 1.71     | Estudiante de comunicación social.   | Ganadores 22/02/2019.                 |
|             |             |             |             |             |             |             |             |             |             |             |             | Carolina Guerra              | Medellín            | 21   | 1.65     | Arquitecta.                          | Finalistas 22/02/2019.                |
|             |             |             |             |             |             |             |             |             |             |             |             | David Arenas                 | Bucaramanga         | 23   | 1.89     | Entrenador personal.                 | Finalistas 22/02/2019.                |
|             |             |             |             |             |             |             |             |             |             |             |             | Nicolás Trujillo             | Medellín            | 21   | 1.86     | Estudiante de ingeniería civil.      | Semifinalistas Eliminados 21/02/2019. |
|             |             |             |             |             |             |             |             |             |             |             |             | Elisabeth Rozo               | Magangué            | 18   | 1.70     | Estudiante de psicología.            | Semifinalistas Eliminados 21/02/2019. |
|             |             |             |             |             |             |             |             |             |             |             |             | Bárbara Rodríguez            | Buenos Aires        | 26   | 1.71     | Técnica en comunicación.             | 9.os Eliminados 18/02/2019.           |
|             |             |             |             |             |             |             |             |             |             |             |             | Alejandro Neuman             | Bogotá              | 23   | 1.84     | Estudiante de gastronomía.           | 9.os Eliminados 18/02/2019.           |
|             |             |             |             |             |             |             |             |             |             |             |             | Mara Cifuentes               | San Francisco       | 21   | 1.74     | Estudiante de diseño gráfico.        | 8.os Eliminados 14/02/2019.           |
|             |             |             |             |             |             |             |             |             |             |             |             | Andrés Morales               | Quibdó              | 20   | 1.90     | Volleybolista.                       | 8.os Eliminados 14/02/2019.           |
|             |             |             |             |             |             |             |             |             |             |             |             | Leandra García               | Manizales           | 26   | 1.68     | Modelo.                              | 7.os Eliminados 05/02/2019.           |
|             |             |             |             |             |             |             |             |             |             |             |             | Luis Carlos Carvajal         | Bogotá              | 26   | 1.90     | Modelo.                              | 7.os Eliminados 05/02/2019.           |
|             |             |             |             |             |             |             |             |             |             |             |             | Dave Castiblanco             | Bogotá              | 24   | 1.75     | Bailarín.                            | 6.os Eliminados 31/01/2019.           |
|             |             |             |             |             |             |             |             |             |             |             |             | Leicy Rivas                  | Buenaventura        | 19   | 1.70     | Modelo.                              | 6.os Eliminados 31/01/2019.           |
|             |             |             |             |             |             |             |             |             |             |             |             | Valeria Mojica               | Santa Marta         | 22   | 1.69     | Empresaria / Diseño de modas.        | 5.os Eliminados 28/01/2019.           |
|             |             |             |             |             |             |             |             |             |             |             |             | Juan Sebastián Cuevas        | Bogotá              | 21   | 1.90     | Estudiante de comunicación social.   | 5.os Eliminados 28/01/2019.           |
|             |             |             |             |             |             |             |             |             |             |             |             | Sara Montoya                 | Envigado            | 21   | 1.75     | Estudiante de ingeniería.            | 4.os Eliminados 23/01/2019.           |
|             |             |             |             |             |             |             |             |             |             |             |             | Miguel Saade "Jesus"         | Barranquilla        | 21   | 1.73     | Estudiante de comunicación social.   | 4.os Eliminados 23/01/2019.           |
|             |             |             |             |             |             |             |             |             |             |             |             | Ana María Gorrón             | Cali                | 24   | 1.68     | Presentadora.                        | 3.os Eliminados 18/01/2019.           |
|             |             |             |             |             |             |             |             |             |             |             |             | Mauricio Aristizábal         | Medellín            | 26   | 1.78     | Modelo profesional.                  | 3.os Eliminados 18/01/2019.           |
|             |             |             |             |             |             |             |             |             |             |             |             | Juan David Cardona "Vikingo" | Medellín            | 28   | 1.80     | Publicista.                          | 2.os Eliminados 15/01/2019.           |
|             |             |             |             |             |             |             |             |             |             |             |             | Tatiana Perlaza              | Cali                | 20   | 1.76     | Estudiante de dibujo arquitectónico. | 2.os Eliminados 15/01/2019.           |
|             |             |             |             |             |             |             |             |             |             |             |             | Sara Victoria Sierra         | Medellín            | 22   | 1.70     | Estudiante de diseño de moda.        | 1.os Eliminados 10/01/2019.           |
|             |             |             |             |             |             |             |             |             |             |             |             | David Duque "El Mago"        | Cartagena de Indias | 21   | 1.89     | Mago.                                | 1.os Eliminados 10/01/2019.           |

Notas
     Perteneciente a la agencia de Belky Arizala.
     Perteneciente a la agencia de Carolina Castro.
     Perteneciente a la agencia de Catalina Maya.

## Resultados generales
| Concursante | Concursante | Concursante | Concursante | Concursante | Concursante | Concursante | Concursante | Concursante | Concursante | Concursante | Concursante | Concursante | Ciclos     | Ciclos     | Ciclos     | Ciclos     | Ciclos     | Ciclos     | Ciclos     | Ciclos    | Ciclos     | Ciclos     | Ciclos     | Ciclos     |
| Concursante | Concursante | Concursante | Concursante | Concursante | Concursante | Concursante | Concursante | Concursante | Concursante | Concursante | Concursante | Concursante | 1          | 2          | 3          | 4          | 5          | 6          | 7          | 8         | 9          | 10         | Semifinal  | Final      |
| ----------- | ----------- | ----------- | ----------- | ----------- | ----------- | ----------- | ----------- | ----------- | ----------- | ----------- | ----------- | ----------- | ---------- | ---------- | ---------- | ---------- | ---------- | ---------- | ---------- | --------- | ---------- | ---------- | ---------- | ---------- |
|             |             |             |             |             |             |             |             |             |             |             |             | Jhan        | Continúa   | Gana       | Continúa   | Continúa   | Gana       | Continúa   | Gana       | Inmunidad | Nominado   | Nominado   | Gana       | Ganadores  |
|             |             |             |             |             |             |             |             |             |             |             |             | Andrea      | Continúa   | Gana       | Continúa   | Continúa   | Gana       | Continúa   | Gana       | Inmunidad | Nominada   | Nominada   | Gana       | Ganadores  |
|             |             |             |             |             |             |             |             |             |             |             |             | Carolina    | Continúa   | Continúa   | Gana       | Gana       | Continúa   | Nominada   | Continúa   | Inmunidad | Gana       | Continúa   | Nominada   | Finalistas |
|             |             |             |             |             |             |             |             |             |             |             |             | David       | Continúa   | Continúa   | Gana       | Gana       | Continúa   | Nominado   | Continúa   | Inmunidad | Gana       | Continúa   | Nominado   | Finalistas |
|             |             |             |             |             |             |             |             |             |             |             |             | Nicolas     | Gana       | Continúa   | Continúa   | Continúa   | Continúa   | Gana       | Continúa   | Inmunidad | Continúa   | Gana       | Eliminados |            |
|             |             |             |             |             |             |             |             |             |             |             |             | Eli         | Gana       | Continúa   | Continúa   | Continúa   | Continúa   | Gana       | Continúa   | Inmunidad | Continúa   | Gana       | Eliminados |            |
|             |             |             |             |             |             |             |             |             |             |             |             | Bárbara     | Continúa   | Continúa   | Gana       | Gana       | Continúa   | Continúa   | Continúa   | Inmunidad | Gana       | Eliminados |            |            |
|             |             |             |             |             |             |             |             |             |             |             |             | Alejo       | Nominado   | Continúa   | Gana       | Gana       | Continúa   | Continúa   | Continúa   | Inmunidad | Gana       | Eliminados |            |            |
|             |             |             |             |             |             |             |             |             |             |             |             | Mara        | Gana       | Continúa   | Continúa   | Continúa   | Continúa   | Gana       | Nominada   | Inmunidad | Eliminados |            |            |            |
|             |             |             |             |             |             |             |             |             |             |             |             | Andrés      | Gana       | Continúa   | Continúa   | Continúa   | Continúa   | Gana       | Nominado   | Inmunidad | Eliminados |            |            |            |
|             |             |             |             |             |             |             |             |             |             |             |             | Leandra     | Continúa   | Continúa   | Gana       | Gana       | Nominada   | Continúa   | Eliminados |           |            |            |            |            |
|             |             |             |             |             |             |             |             |             |             |             |             | Luis Carlos | Continúa   | Continúa   | Gana       | Gana       | Nominado   | Continúa   | Eliminados |           |            |            |            |            |
|             |             |             |             |             |             |             |             |             |             |             |             | Dave        | Continúa   | Gana       | Continúa   | Continúa   | Gana       | Eliminados |            |           |            |            |            |            |
|             |             |             |             |             |             |             |             |             |             |             |             | Leicy       | Continúa   | Gana       | Continúa   | Continúa   | Gana       | Eliminados |            |           |            |            |            |            |
|             |             |             |             |             |             |             |             |             |             |             |             | Valeria     | Gana       | Continúa   | Continúa   | Nominada   | Eliminados |            |            |           |            |            |            |            |
|             |             |             |             |             |             |             |             |             |             |             |             | Juanse      | Gana       | Continúa   | Continúa   | Nominado   | Eliminados |            |            |           |            |            |            |            |
|             |             |             |             |             |             |             |             |             |             |             |             | Sara M.     | Continúa   | Gana       | Nominada   | Eliminados |            |            |            |           |            |            |            |            |
|             |             |             |             |             |             |             |             |             |             |             |             | Miguel      | Continúa   | Gana       | Nominado   | Eliminados |            |            |            |           |            |            |            |            |
|             |             |             |             |             |             |             |             |             |             |             |             | Ana         | Gana       | Nominada   | Eliminados |            |            |            |            |           |            |            |            |            |
|             |             |             |             |             |             |             |             |             |             |             |             | Mauricio    | Gana       | Nominado   | Eliminados |            |            |            |            |           |            |            |            |            |
|             |             |             |             |             |             |             |             |             |             |             |             | Vikingo     | Continúa   | Eliminados |            |            |            |            |            |           |            |            |            |            |
|             |             |             |             |             |             |             |             |             |             |             |             | Tatiana     | Nominada   | Eliminados |            |            |            |            |            |           |            |            |            |            |
|             |             |             |             |             |             |             |             |             |             |             |             | Sara V.     | Eliminados |            |            |            |            |            |            |           |            |            |            |            |
|             |             |             |             |             |             |             |             |             |             |             |             | El Mago     | Eliminados |            |            |            |            |            |            |           |            |            |            |            |

Notas
     El participante gana la competencia.
     El participante es finalista de la competencia.
     El participante gana junto a su equipo la inmunidad del ciclo, y se salva de ir a eliminación.
     El participante pierde junto a su equipo la inmunidad del ciclo, pero se salva de ir a eliminación debido a que no es nominado por la directora de la agencia.
     El participante pierde junto a su equipo la inmunidad del ciclo, y es nominado a eliminación, pero gana el reto final y se salva de ser eliminado.
     En el ciclo 8 (conocido como Ciclo de Oro), no se realizó prueba de eliminación, por lo tanto todos los participantes que llegaron a ese punto, quedaron inmunes de salir de la competencia.
     El participante pierde junto a su equipo la inmunidad del ciclo, va a eliminación, y pierde el reto, por lo tanto es eliminado de la competencia.

## Competencias

### Elección de modelos
En el primer capítulo, el panel de directoras se encargó de seleccionar a los 8 competidores que harán parte de sus respectivas agencias. Para esto, los 40 participantes preseleccionados se irán haciendo presentes en grupos de a 5, divididos por géneros. Cada uno de los modelos se presentará y las mentoras ofrecerán un contrato de trabajo. El concursante pertenecerá al equipo de quien haga la mayor propuesta. A continuación, se presentan los modelos seleccionados y el contrato que obtuvieron.
| Orden | Concursante                  | Agencia         | Valor del contrato |
| ----- | ---------------------------- | --------------- | ------------------ |
| 1     | Sara Victoria Sierra         | Belky Arizala   | COL$ 1 000         |
| 2     | Tatiana Perlaza              | Catalina Maya   | COL$ 1 500 000     |
| 3     | Carolina Guerra              | Catalina Maya   | COL$ 1 500 000     |
| 4     | David Duque "El Mago"        | Belky Arizala   | COL$ 2 000         |
| 5     | Alejandro Neuman             | Catalina Maya   | COL$ 5 500 000     |
| 6     | Nicolás Trujillo             | Carolina Castro | COL$ 4 500 000     |
| 7     | Jhan Mena                    | Belky Arizala   | COL$ 19 500 000    |
| 8     | Leandra García               | Catalina Maya   | COL$ 500 000       |
| 9     | Mara Cifuentes               | Carolina Castro | COL$ 24 000        |
| 10    | Luis Carlos Carvajal         | Catalina Maya   | COL$ 3 500 000     |
| 11    | Andrés Morales               | Carolina Castro | COL$ 500 000       |
| 12    | Bárbara Rodríguez            | Catalina Maya   | COL$ 500 000       |
| 13    | Andrea Rubio                 | Belky Arizala   | COL$ 500 000       |
| 14    | Sara Montoya                 | Belky Arizala   | COL$ 500 000       |
| 15    | Elisabeth Rozo               | Carolina Castro | COL$ 500 000       |
| 16    | Juan David Cardona "Vikingo" | Catalina Maya   | COL$ 1 500 000     |
| 17    | Miguel Saade                 | Belky Arizala   | COL$ 500 000       |
| 18    | Ana María Gorrón             | Carolina Castro | COL$ 500 000       |
| 19    | Leicy Rivas                  | Belky Arizala   | COL$ 5 000         |
| 20    | Valeria Mojica               | Carolina Castro | COL$ 1 000         |
| 21    | Juan Sebastián Cuevas        | Carolina Castro | COL$ 500 000       |
| 22    | David Arenas                 | Catalina Maya   | COL$ 9 000         |
| 23    | Mauricio Aristizábal         | Carolina Castro | COL$ 2 000         |
| 24    | Dave Castiblanco             | Belky Arizala   | COL$ 11 000        |

### Brief
Cada ciclo está constituido por distintos retos y competencias a los que se deben enfrentar los integrantes de las diferentes agencias a lo largo de la semana. Cada desafío trae consigo un contrato millonario, el cual se irá acumulando. Al final del ciclo, la agencia con la mayor cantidad de dinero se salvará y mantendrá a todos sus modelos en competencia; las otras dos, por su parte, perderán los bienes monetarios recaudados hasta el momento y estarán a la espera de que sus mentoras nominen a una pareja a eliminación. Sin embargo, durante el octavo ciclo, la mecánica del juego sufre algunos cambios, puesto que, además de no realizarse prueba de eliminación, las agencias conservarán el dinero que hayan obtenido a lo largo de la semana, sin importar cuál de ellas recaude la mayor cantidad.
| Ciclo 1                | Ciclo 1                | Ciclo 1          | Ciclo 1          | Ciclo 1          | Ciclo 1          | Ciclo 1          | Ciclo 1          | Ciclo 1             | Ciclo 1             | Ciclo 1             | Ciclo 1             | Ciclo 1             | Ciclo 1             | Ciclo 1             | Ciclo 1             | Ciclo 1             | Ciclo 1             | Ciclo 1             | Ciclo 1             | Ciclo 1            | Ciclo 1            | Ciclo 1            | Ciclo 1            | Ciclo 1            | Ciclo 1            | Ciclo 1     | Ciclo 1     | Ciclo 1     | Ciclo 1     | Ciclo 1     | Ciclo 1     | Ciclo 1                               | Ciclo 1                               | Ciclo 1                               | Ciclo 1                               | Ciclo 1                               | Ciclo 1                               | Ciclo 1                       | Ciclo 1                       | Ciclo 1                       | Ciclo 1                       | Ciclo 1                       | Ciclo 1                       |
| Reto                   | Tipo                   | Agencia Ganadora | Agencia Ganadora | Agencia Ganadora | Agencia Ganadora | Agencia Ganadora | Agencia Ganadora | Agencias Perdedoras | Agencias Perdedoras | Agencias Perdedoras | Agencias Perdedoras | Agencias Perdedoras | Agencias Perdedoras | Agencias Perdedoras | Agencias Perdedoras | Agencias Perdedoras | Agencias Perdedoras | Agencias Perdedoras | Agencias Perdedoras | Valor del contrato | Valor del contrato | Valor del contrato | Valor del contrato | Valor del contrato | Valor del contrato | Empresa     | Empresa     | Empresa     | Empresa     | Empresa     | Empresa     | Producto                              | Producto                              | Producto                              | Producto                              | Producto                              | Producto                              | Cliente                       | Cliente                       | Cliente                       | Cliente                       | Cliente                       | Cliente                       |
| ---------------------- | ---------------------- | ---------------- | ---------------- | ---------------- | ---------------- | ---------------- | ---------------- | ------------------- | ------------------- | ------------------- | ------------------- | ------------------- | ------------------- | ------------------- | ------------------- | ------------------- | ------------------- | ------------------- | ------------------- | ------------------ | ------------------ | ------------------ | ------------------ | ------------------ | ------------------ | ----------- | ----------- | ----------- | ----------- | ----------- | ----------- | ------------------------------------- | ------------------------------------- | ------------------------------------- | ------------------------------------- | ------------------------------------- | ------------------------------------- | ----------------------------- | ----------------------------- | ----------------------------- | ----------------------------- | ----------------------------- | ----------------------------- |
| 1                      | Comercial publicitario | Belky Arizala    | Belky Arizala    | Belky Arizala    | Belky Arizala    | Belky Arizala    | Belky Arizala    | Carolina Castro     | Carolina Castro     | Carolina Castro     | Carolina Castro     | Carolina Castro     | Carolina Castro     | Catalina Maya       | Catalina Maya       | Catalina Maya       | Catalina Maya       | Catalina Maya       | Catalina Maya       | COL$ 25 000 000    | COL$ 25 000 000    | COL$ 25 000 000    | COL$ 25 000 000    | COL$ 25 000 000    | COL$ 25 000 000    | Dersa Ltda. | Dersa Ltda. | Dersa Ltda. | Dersa Ltda. | Dersa Ltda. | Dersa Ltda. | Detergente Top Ultra                  | Detergente Top Ultra                  | Detergente Top Ultra                  | Detergente Top Ultra                  | Detergente Top Ultra                  | Detergente Top Ultra                  | Yliana Ríos                   | Yliana Ríos                   | Yliana Ríos                   | Yliana Ríos                   | Yliana Ríos                   | Yliana Ríos                   |
| 2                      | Sesión fotográfica     | Catalina Maya    | Catalina Maya    | Catalina Maya    | Catalina Maya    | Catalina Maya    | Catalina Maya    | Belky Arizala       | Belky Arizala       | Belky Arizala       | Belky Arizala       | Belky Arizala       | Belky Arizala       | Carolina Castro     | Carolina Castro     | Carolina Castro     | Carolina Castro     | Carolina Castro     | Carolina Castro     | COL$ 10 000 000    | COL$ 10 000 000    | COL$ 10 000 000    | COL$ 10 000 000    | COL$ 10 000 000    | COL$ 10 000 000    | Bata        | Bata        | Bata        | Bata        | Bata        | Bata        | Calzado                               | Calzado                               | Calzado                               | Calzado                               | Calzado                               | Calzado                               | Juan Carlos Cerazo            | Juan Carlos Cerazo            | Juan Carlos Cerazo            | Juan Carlos Cerazo            | Juan Carlos Cerazo            | Juan Carlos Cerazo            |
| 3                      | Pasarela urbana        | Carolina Castro  | Carolina Castro  | Carolina Castro  | Carolina Castro  | Carolina Castro  | Carolina Castro  | Catalina Maya       | Catalina Maya       | Catalina Maya       | Catalina Maya       | Catalina Maya       | Catalina Maya       | Belky Arizala       | Belky Arizala       | Belky Arizala       | Belky Arizala       | Belky Arizala       | Belky Arizala       | COL$ 25 000 001    | COL$ 25 000 001    | COL$ 25 000 001    | COL$ 25 000 001    | COL$ 25 000 001    | COL$ 25 000 001    | —           | —           | —           | —           | —           | —           | Desfile de Silleteros                 | Desfile de Silleteros                 | Desfile de Silleteros                 | Desfile de Silleteros                 | Desfile de Silleteros                 | Desfile de Silleteros                 | Jurado                        | Jurado                        | Jurado                        | Jurado                        | Jurado                        | Jurado                        |
| Ciclo 2                |                        |                  |                  |                  |                  |                  |                  |                     |                     |                     |                     |                     |                     |                     |                     |                     |                     |                     |                     |                    |                    |                    |                    |                    |                    |             |             |             |             |             |             |                                       |                                       |                                       |                                       |                                       |                                       |                               |                               |                               |                               |                               |                               |
| Reto                   | Tipo                   | Agencia Ganadora | Agencia Ganadora | Agencia Ganadora | Agencia Ganadora | Agencia Ganadora | Agencia Ganadora | Agencias Perdedoras | Agencias Perdedoras | Agencias Perdedoras | Agencias Perdedoras | Agencias Perdedoras | Agencias Perdedoras | Agencias Perdedoras | Agencias Perdedoras | Agencias Perdedoras | Agencias Perdedoras | Agencias Perdedoras | Agencias Perdedoras | Valor del contrato | Valor del contrato | Valor del contrato | Valor del contrato | Valor del contrato | Valor del contrato | Empresa     | Empresa     | Empresa     | Empresa     | Empresa     | Empresa     | Producto                              | Producto                              | Producto                              | Producto                              | Producto                              | Producto                              | Cliente                       | Cliente                       | Cliente                       | Cliente                       | Cliente                       | Cliente                       |
| 1                      | Comercial de actuación | Belky Arizala    | Belky Arizala    | Belky Arizala    | Belky Arizala    | Belky Arizala    | Belky Arizala    | Catalina Maya       | Catalina Maya       | Catalina Maya       | Catalina Maya       | Catalina Maya       | Catalina Maya       | Carolina Castro     | Carolina Castro     | Carolina Castro     | Carolina Castro     | Carolina Castro     | Carolina Castro     | COL$ 20 000 000    | COL$ 20 000 000    | COL$ 20 000 000    | COL$ 20 000 000    | COL$ 20 000 000    | COL$ 20 000 000    | —           | —           | —           | —           | —           | —           | Comercial: «Mírame»                   | Comercial: «Mírame»                   | Comercial: «Mírame»                   | Comercial: «Mírame»                   | Comercial: «Mírame»                   | Comercial: «Mírame»                   | Jurado                        | Jurado                        | Jurado                        | Jurado                        | Jurado                        | Jurado                        |
| 2                      | Desnudo artístico      | Catalina Maya    | Catalina Maya    | Catalina Maya    | Catalina Maya    | Catalina Maya    | Catalina Maya    | Carolina Castro     | Carolina Castro     | Carolina Castro     | Carolina Castro     | Carolina Castro     | Carolina Castro     | Belky Arizala       | Belky Arizala       | Belky Arizala       | Belky Arizala       | Belky Arizala       | Belky Arizala       | COL$ 20 000 000    | COL$ 20 000 000    | COL$ 20 000 000    | COL$ 20 000 000    | COL$ 20 000 000    | COL$ 20 000 000    | —           | —           | —           | —           | —           | —           | Fotografía: «Adán y Eva en el futuro» | Fotografía: «Adán y Eva en el futuro» | Fotografía: «Adán y Eva en el futuro» | Fotografía: «Adán y Eva en el futuro» | Fotografía: «Adán y Eva en el futuro» | Fotografía: «Adán y Eva en el futuro» | Jurado                        | Jurado                        | Jurado                        | Jurado                        | Jurado                        | Jurado                        |
| 3                      | Pasarela urbana        | Belky Arizala    | Belky Arizala    | Belky Arizala    | Belky Arizala    | Belky Arizala    | Belky Arizala    | Catalina Maya       | Catalina Maya       | Catalina Maya       | Catalina Maya       | Catalina Maya       | Catalina Maya       | Carolina Castro     | Carolina Castro     | Carolina Castro     | Carolina Castro     | Carolina Castro     | Carolina Castro     | COL$ 20 000 001    | COL$ 20 000 001    | COL$ 20 000 001    | COL$ 20 000 001    | COL$ 20 000 001    | COL$ 20 000 001    | —           | —           | —           | —           | —           | —           | —                                     | —                                     | —                                     | —                                     | —                                     | —                                     | Jurado                        | Jurado                        | Jurado                        | Jurado                        | Jurado                        | Jurado                        |
| Ciclo 3                |                        |                  |                  |                  |                  |                  |                  |                     |                     |                     |                     |                     |                     |                     |                     |                     |                     |                     |                     |                    |                    |                    |                    |                    |                    |             |             |             |             |             |             |                                       |                                       |                                       |                                       |                                       |                                       |                               |                               |                               |                               |                               |                               |
| Reto                   | Tipo                   | Agencia Ganadora | Agencia Ganadora | Agencia Ganadora | Agencia Ganadora | Agencia Ganadora | Agencia Ganadora | Agencias Perdedoras | Agencias Perdedoras | Agencias Perdedoras | Agencias Perdedoras | Agencias Perdedoras | Agencias Perdedoras | Agencias Perdedoras | Agencias Perdedoras | Agencias Perdedoras | Agencias Perdedoras | Agencias Perdedoras | Agencias Perdedoras | Valor del contrato | Valor del contrato | Valor del contrato | Valor del contrato | Valor del contrato | Valor del contrato | Empresa     | Empresa     | Empresa     | Empresa     | Empresa     | Empresa     | Producto                              | Producto                              | Producto                              | Producto                              | Producto                              | Producto                              | Cliente                       | Cliente                       | Cliente                       | Cliente                       | Cliente                       | Cliente                       |
| 1                      | Sesión fotográfica     | Carolina Castro  | Carolina Castro  | Carolina Castro  | Carolina Castro  | Carolina Castro  | Carolina Castro  | Catalina Maya       | Catalina Maya       | Catalina Maya       | Catalina Maya       | Catalina Maya       | Catalina Maya       | Belky Arizala       | Belky Arizala       | Belky Arizala       | Belky Arizala       | Belky Arizala       | Belky Arizala       | COL$ 10 000 000    | COL$ 10 000 000    | COL$ 10 000 000    | COL$ 10 000 000    | COL$ 10 000 000    | COL$ 10 000 000    | —           | —           | —           | —           | —           | —           | Editorial de moda                     | Editorial de moda                     | Editorial de moda                     | Editorial de moda                     | Editorial de moda                     | Editorial de moda                     | Jurado                        | Jurado                        | Jurado                        | Jurado                        | Jurado                        | Jurado                        |
| 2                      | Comercial publicitario | Catalina Maya    | Catalina Maya    | Catalina Maya    | Catalina Maya    | Catalina Maya    | Catalina Maya    | Belky Arizala       | Belky Arizala       | Belky Arizala       | Belky Arizala       | Belky Arizala       | Belky Arizala       | Carolina Castro     | Carolina Castro     | Carolina Castro     | Carolina Castro     | Carolina Castro     | Carolina Castro     | COL$ 20 000 000    | COL$ 20 000 000    | COL$ 20 000 000    | COL$ 20 000 000    | COL$ 20 000 000    | COL$ 20 000 000    | Pantene     | Pantene     | Pantene     | Pantene     | Pantene     | Pantene     | Shampoo                               | Shampoo                               | Shampoo                               | Shampoo                               | Shampoo                               | Shampoo                               | Paulina Vega, Estefanía Borge | Paulina Vega, Estefanía Borge | Paulina Vega, Estefanía Borge | Paulina Vega, Estefanía Borge | Paulina Vega, Estefanía Borge | Paulina Vega, Estefanía Borge |
| 3                      | Pasarela               | Catalina Maya    | Catalina Maya    | Catalina Maya    | Catalina Maya    | Catalina Maya    | Catalina Maya    | Carolina Castro     | Carolina Castro     | Carolina Castro     | Carolina Castro     | Carolina Castro     | Carolina Castro     | Belky Arizala       | Belky Arizala       | Belky Arizala       | Belky Arizala       | Belky Arizala       | Belky Arizala       | COL$ 20 000 001    | COL$ 20 000 001    | COL$ 20 000 001    | COL$ 20 000 001    | COL$ 20 000 001    | COL$ 20 000 001    | —           | —           | —           | —           | —           | —           | —                                     | —                                     | —                                     | —                                     | —                                     | —                                     | Jurado                        | Jurado                        | Jurado                        | Jurado                        | Jurado                        | Jurado                        |
| Ciclo 4                |                        |                  |                  |                  |                  |                  |                  |                     |                     |                     |                     |                     |                     |                     |                     |                     |                     |                     |                     |                    |                    |                    |                    |                    |                    |             |             |             |             |             |             |                                       |                                       |                                       |                                       |                                       |                                       |                               |                               |                               |                               |                               |                               |
| Reto                   | Tipo                   | Agencia Ganadora | Agencia Ganadora | Agencia Ganadora | Agencia Ganadora | Agencia Ganadora | Agencia Ganadora | Agencias Perdedoras | Agencias Perdedoras | Agencias Perdedoras | Agencias Perdedoras | Agencias Perdedoras | Agencias Perdedoras | Agencias Perdedoras | Agencias Perdedoras | Agencias Perdedoras | Agencias Perdedoras | Agencias Perdedoras | Agencias Perdedoras | Valor del contrato | Valor del contrato | Valor del contrato | Valor del contrato | Valor del contrato | Valor del contrato | Empresa     | Empresa     | Empresa     | Empresa     | Empresa     | Empresa     | Producto                              | Producto                              | Producto                              | Producto                              | Producto                              | Producto                              | Cliente                       | Cliente                       | Cliente                       | Cliente                       | Cliente                       | Cliente                       |
| 1                      | Sesión fotográfica     | Catalina Maya    | Catalina Maya    | Catalina Maya    | Catalina Maya    | Catalina Maya    | Catalina Maya    | Carolina Castro     | Carolina Castro     | Carolina Castro     | Carolina Castro     | Carolina Castro     | Carolina Castro     | Belky Arizala       | Belky Arizala       | Belky Arizala       | Belky Arizala       | Belky Arizala       | Belky Arizala       | COL$ 15 000 000    | COL$ 15 000 000    | COL$ 15 000 000    | COL$ 15 000 000    | COL$ 15 000 000    | COL$ 15 000 000    | Cristal     | Cristal     | Cristal     | Cristal     | Cristal     | Cristal     | Agua embotellada                      | Agua embotellada                      | Agua embotellada                      | Agua embotellada                      | Agua embotellada                      | Agua embotellada                      | Rodrigo Morales               | Rodrigo Morales               | Rodrigo Morales               | Rodrigo Morales               | Rodrigo Morales               | Rodrigo Morales               |
| 2                      | Infomercial            | Carolina Castro  | Carolina Castro  | Carolina Castro  | Carolina Castro  | Carolina Castro  | Carolina Castro  | Belky Arizala       | Belky Arizala       | Belky Arizala       | Belky Arizala       | Belky Arizala       | Belky Arizala       | Catalina Maya       | Catalina Maya       | Catalina Maya       | Catalina Maya       | Catalina Maya       | Catalina Maya       | COL$ 15 000 000    | COL$ 15 000 000    | COL$ 15 000 000    | COL$ 15 000 000    | COL$ 15 000 000    | COL$ 15 000 000    | Dersa Ltda. | Dersa Ltda. | Dersa Ltda. | Dersa Ltda. | Dersa Ltda. | Dersa Ltda. | Jabón Rey                             | Jabón Rey                             | Jabón Rey                             | Jabón Rey                             | Jabón Rey                             | Jabón Rey                             | Yliana Ríos                   | Yliana Ríos                   | Yliana Ríos                   | Yliana Ríos                   | Yliana Ríos                   | Yliana Ríos                   |
| 3                      | Pasarela               | Catalina Maya    | Catalina Maya    | Catalina Maya    | Catalina Maya    | Catalina Maya    | Catalina Maya    | Carolina Castro     | Carolina Castro     | Carolina Castro     | Carolina Castro     | Carolina Castro     | Carolina Castro     | Belky Arizala       | Belky Arizala       | Belky Arizala       | Belky Arizala       | Belky Arizala       | Belky Arizala       | COL$ 15 000 001    | COL$ 15 000 001    | COL$ 15 000 001    | COL$ 15 000 001    | COL$ 15 000 001    | COL$ 15 000 001    | —           | —           | —           | —           | —           | —           | —                                     | —                                     | —                                     | —                                     | —                                     | —                                     | Jurado                        | Jurado                        | Jurado                        | Jurado                        | Jurado                        | Jurado                        |
| Ciclo 5                |                        |                  |                  |                  |                  |                  |                  |                     |                     |                     |                     |                     |                     |                     |                     |                     |                     |                     |                     |                    |                    |                    |                    |                    |                    |             |             |             |             |             |             |                                       |                                       |                                       |                                       |                                       |                                       |                               |                               |                               |                               |                               |                               |
| Reto                   | Tipo                   | Agencia Ganadora | Agencia Ganadora | Agencia Ganadora | Agencia Ganadora | Agencia Ganadora | Agencia Ganadora | Agencias Perdedoras | Agencias Perdedoras | Agencias Perdedoras | Agencias Perdedoras | Agencias Perdedoras | Agencias Perdedoras | Agencias Perdedoras | Agencias Perdedoras | Agencias Perdedoras | Agencias Perdedoras | Agencias Perdedoras | Agencias Perdedoras | Valor del contrato | Valor del contrato | Valor del contrato | Valor del contrato | Valor del contrato | Valor del contrato | Empresa     | Empresa     | Empresa     | Empresa     | Empresa     | Empresa     | Producto                              | Producto                              | Producto                              | Producto                              | Producto                              | Producto                              | Cliente                       | Cliente                       | Cliente                       | Cliente                       | Cliente                       | Cliente                       |
| 1                      | Comercial publicitario | Belky Arizala    | Belky Arizala    | Belky Arizala    | Belky Arizala    | Belky Arizala    | Belky Arizala    | Carolina Castro     | Carolina Castro     | Carolina Castro     | Carolina Castro     | Carolina Castro     | Carolina Castro     | Catalina Maya       | Catalina Maya       | Catalina Maya       | Catalina Maya       | Catalina Maya       | Catalina Maya       | COL$ 20 000 000    | COL$ 20 000 000    | COL$ 20 000 000    | COL$ 20 000 000    | COL$ 20 000 000    | COL$ 20 000 000    | Dersa Ltda. | Dersa Ltda. | Dersa Ltda. | Dersa Ltda. | Dersa Ltda. | Dersa Ltda. | Jabón Dorado                          | Jabón Dorado                          | Jabón Dorado                          | Jabón Dorado                          | Jabón Dorado                          | Jabón Dorado                          | Yliana Ríos                   | Yliana Ríos                   | Yliana Ríos                   | Yliana Ríos                   | Yliana Ríos                   | Yliana Ríos                   |
| 2                      | Sesión fotográfica     | Catalina Maya    | Catalina Maya    | Catalina Maya    | Catalina Maya    | Catalina Maya    | Catalina Maya    | Belky Arizala       | Belky Arizala       | Belky Arizala       | Belky Arizala       | Belky Arizala       | Belky Arizala       | Carolina Castro     | Carolina Castro     | Carolina Castro     | Carolina Castro     | Carolina Castro     | Carolina Castro     | COL$ 20 000 000    | COL$ 20 000 000    | COL$ 20 000 000    | COL$ 20 000 000    | COL$ 20 000 000    | COL$ 20 000 000    | —           | —           | —           | —           | —           | —           | —                                     | —                                     | —                                     | —                                     | —                                     | —                                     | Jurado                        | Jurado                        | Jurado                        | Jurado                        | Jurado                        | Jurado                        |
| 3                      | Pasarela               | Belky Arizala    | Belky Arizala    | Belky Arizala    | Belky Arizala    | Belky Arizala    | Belky Arizala    | Carolina Castro     | Carolina Castro     | Carolina Castro     | Carolina Castro     | Carolina Castro     | Carolina Castro     | Catalina Maya       | Catalina Maya       | Catalina Maya       | Catalina Maya       | Catalina Maya       | Catalina Maya       | COL$ 20 000 001    | COL$ 20 000 001    | COL$ 20 000 001    | COL$ 20 000 001    | COL$ 20 000 001    | COL$ 20 000 001    | —           | —           | —           | —           | —           | —           | —                                     | —                                     | —                                     | —                                     | —                                     | —                                     | Jurado                        | Jurado                        | Jurado                        | Jurado                        | Jurado                        | Jurado                        |
| Ciclo 6                |                        |                  |                  |                  |                  |                  |                  |                     |                     |                     |                     |                     |                     |                     |                     |                     |                     |                     |                     |                    |                    |                    |                    |                    |                    |             |             |             |             |             |             |                                       |                                       |                                       |                                       |                                       |                                       |                               |                               |                               |                               |                               |                               |
| Reto                   | Tipo                   | Agencia Ganadora | Agencia Ganadora | Agencia Ganadora | Agencia Ganadora | Agencia Ganadora | Agencia Ganadora | Agencias Perdedoras | Agencias Perdedoras | Agencias Perdedoras | Agencias Perdedoras | Agencias Perdedoras | Agencias Perdedoras | Agencias Perdedoras | Agencias Perdedoras | Agencias Perdedoras | Agencias Perdedoras | Agencias Perdedoras | Agencias Perdedoras | Valor del contrato | Valor del contrato | Valor del contrato | Valor del contrato | Valor del contrato | Valor del contrato | Empresa     | Empresa     | Empresa     | Empresa     | Empresa     | Empresa     | Producto                              | Producto                              | Producto                              | Producto                              | Producto                              | Producto                              | Cliente                       | Cliente                       | Cliente                       | Cliente                       | Cliente                       | Cliente                       |
| 1                      | Sesión fotográfica     | Catalina Maya    | Catalina Maya    | Catalina Maya    | Catalina Maya    | Catalina Maya    | Catalina Maya    | Belky Arizala       | Belky Arizala       | Belky Arizala       | Belky Arizala       | Belky Arizala       | Belky Arizala       | Carolina Castro     | Carolina Castro     | Carolina Castro     | Carolina Castro     | Carolina Castro     | Carolina Castro     | COL$ 15 000 000    | COL$ 15 000 000    | COL$ 15 000 000    | COL$ 15 000 000    | COL$ 15 000 000    | COL$ 15 000 000    | —           | —           | —           | —           | —           | —           | —                                     | —                                     | —                                     | —                                     | —                                     | —                                     | Jurado                        | Jurado                        | Jurado                        | Jurado                        | Jurado                        | Jurado                        |
| 2                      | Comercial publicitario | Catalina Maya    | Catalina Maya    | Catalina Maya    | Catalina Maya    | Catalina Maya    | Catalina Maya    | Carolina Castro     | Carolina Castro     | Carolina Castro     | Carolina Castro     | Carolina Castro     | Carolina Castro     | Belky Arizala       | Belky Arizala       | Belky Arizala       | Belky Arizala       | Belky Arizala       | Belky Arizala       | COL$ 15 000 000    | COL$ 15 000 000    | COL$ 15 000 000    | COL$ 15 000 000    | COL$ 15 000 000    | COL$ 15 000 000    | Postobón    | Postobón    | Postobón    | Postobón    | Postobón    | Postobón    | Mr. Tea                               | Mr. Tea                               | Mr. Tea                               | Mr. Tea                               | Mr. Tea                               | Mr. Tea                               | Melissa Márquez               | Melissa Márquez               | Melissa Márquez               | Melissa Márquez               | Melissa Márquez               | Melissa Márquez               |
| 3                      | Pasarela               | Carolina Castro  | Carolina Castro  | Carolina Castro  | Carolina Castro  | Carolina Castro  | Carolina Castro  | Belky Arizala       | Belky Arizala       | Belky Arizala       | Belky Arizala       | Belky Arizala       | Belky Arizala       | Catalina Maya       | Catalina Maya       | Catalina Maya       | Catalina Maya       | Catalina Maya       | Catalina Maya       | COL$ 30 000 001    | COL$ 30 000 001    | COL$ 30 000 001    | COL$ 30 000 001    | COL$ 30 000 001    | COL$ 30 000 001    | —           | —           | —           | —           | —           | —           | —                                     | —                                     | —                                     | —                                     | —                                     | —                                     | Jurado                        | Jurado                        | Jurado                        | Jurado                        | Jurado                        | Jurado                        |
| Ciclo 7                |                        |                  |                  |                  |                  |                  |                  |                     |                     |                     |                     |                     |                     |                     |                     |                     |                     |                     |                     |                    |                    |                    |                    |                    |                    |             |             |             |             |             |             |                                       |                                       |                                       |                                       |                                       |                                       |                               |                               |                               |                               |                               |                               |
| Reto                   | Tipo                   | Agencia Ganadora | Agencia Ganadora | Agencia Ganadora | Agencia Ganadora | Agencia Ganadora | Agencia Ganadora | Agencias Perdedoras | Agencias Perdedoras | Agencias Perdedoras | Agencias Perdedoras | Agencias Perdedoras | Agencias Perdedoras | Agencias Perdedoras | Agencias Perdedoras | Agencias Perdedoras | Agencias Perdedoras | Agencias Perdedoras | Agencias Perdedoras | Valor del contrato | Valor del contrato | Valor del contrato | Valor del contrato | Valor del contrato | Valor del contrato | Empresa     | Empresa     | Empresa     | Empresa     | Empresa     | Empresa     | Producto                              | Producto                              | Producto                              | Producto                              | Producto                              | Producto                              | Cliente                       | Cliente                       | Cliente                       | Cliente                       | Cliente                       | Cliente                       |
| 1                      | Infomercial            | Belky Arizala    | Belky Arizala    | Belky Arizala    | Belky Arizala    | Belky Arizala    | Belky Arizala    | Carolina Castro     | Carolina Castro     | Carolina Castro     | Carolina Castro     | Carolina Castro     | Carolina Castro     | Catalina Maya       | Catalina Maya       | Catalina Maya       | Catalina Maya       | Catalina Maya       | Catalina Maya       | COL$ 15 000 000    | COL$ 15 000 000    | COL$ 15 000 000    | COL$ 15 000 000    | COL$ 15 000 000    | COL$ 15 000 000    | —           | —           | —           | —           | —           | —           | Infomercial: «Violencia de género»    | Infomercial: «Violencia de género»    | Infomercial: «Violencia de género»    | Infomercial: «Violencia de género»    | Infomercial: «Violencia de género»    | Infomercial: «Violencia de género»    | Jurado                        | Jurado                        | Jurado                        | Jurado                        | Jurado                        | Jurado                        |
| 2                      | Activación de marca    | Catalina Maya    | Catalina Maya    | Catalina Maya    | Catalina Maya    | Catalina Maya    | Catalina Maya    | Belky Arizala       | Belky Arizala       | Belky Arizala       | Belky Arizala       | Belky Arizala       | Belky Arizala       | Carolina Castro     | Carolina Castro     | Carolina Castro     | Carolina Castro     | Carolina Castro     | Carolina Castro     | COL$ 15 000 000    | COL$ 15 000 000    | COL$ 15 000 000    | COL$ 15 000 000    | COL$ 15 000 000    | COL$ 15 000 000    | Postobón    | Postobón    | Postobón    | Postobón    | Postobón    | Postobón    | Bretaña                               | Bretaña                               | Bretaña                               | Bretaña                               | Bretaña                               | Bretaña                               | Mario Suárez                  | Mario Suárez                  | Mario Suárez                  | Mario Suárez                  | Mario Suárez                  | Mario Suárez                  |
| 3                      | Sesión fotográfica     | Belky Arizala    | Belky Arizala    | Belky Arizala    | Belky Arizala    | Belky Arizala    | Belky Arizala    | Carolina Castro     | Carolina Castro     | Carolina Castro     | Carolina Castro     | Carolina Castro     | Carolina Castro     | Catalina Maya       | Catalina Maya       | Catalina Maya       | Catalina Maya       | Catalina Maya       | Catalina Maya       | COL$ 15 000 001    | COL$ 15 000 001    | COL$ 15 000 001    | COL$ 15 000 001    | COL$ 15 000 001    | COL$ 15 000 001    | —           | —           | —           | —           | —           | —           | —                                     | —                                     | —                                     | —                                     | —                                     | —                                     | Jurado                        | Jurado                        | Jurado                        | Jurado                        | Jurado                        | Jurado                        |
| Ciclo 8 (Ciclo de Oro) |                        |                  |                  |                  |                  |                  |                  |                     |                     |                     |                     |                     |                     |                     |                     |                     |                     |                     |                     |                    |                    |                    |                    |                    |                    |             |             |             |             |             |             |                                       |                                       |                                       |                                       |                                       |                                       |                               |                               |                               |                               |                               |                               |
| Reto                   | Tipo                   | Agencia Ganadora | Agencia Ganadora | Agencia Ganadora | Agencia Ganadora | Agencia Ganadora | Agencia Ganadora | Agencias Perdedoras | Agencias Perdedoras | Agencias Perdedoras | Agencias Perdedoras | Agencias Perdedoras | Agencias Perdedoras | Agencias Perdedoras | Agencias Perdedoras | Agencias Perdedoras | Agencias Perdedoras | Agencias Perdedoras | Agencias Perdedoras | Valor del contrato | Valor del contrato | Valor del contrato | Valor del contrato | Valor del contrato | Valor del contrato | Empresa     | Empresa     | Empresa     | Empresa     | Empresa     | Empresa     | Producto                              | Producto                              | Producto                              | Producto                              | Producto                              | Producto                              | Cliente                       | Cliente                       | Cliente                       | Cliente                       | Cliente                       | Cliente                       |
| 1                      | Sesión fotográfica     | Catalina Maya    | Catalina Maya    | Catalina Maya    | Catalina Maya    | Catalina Maya    | Catalina Maya    | Belky Arizala       | Belky Arizala       | Belky Arizala       | Belky Arizala       | Belky Arizala       | Belky Arizala       | Carolina Castro     | Carolina Castro     | Carolina Castro     | Carolina Castro     | Carolina Castro     | Carolina Castro     | COL$ 50 000 000    | COL$ 50 000 000    | COL$ 50 000 000    | COL$ 50 000 000    | COL$ 50 000 000    | COL$ 50 000 000    | —           | —           | —           | —           | —           | —           | —                                     | —                                     | —                                     | —                                     | —                                     | —                                     | Jurado                        | Jurado                        | Jurado                        | Jurado                        | Jurado                        | Jurado                        |
| 2                      | Comercial de deporte   | Catalina Maya    | Catalina Maya    | Catalina Maya    | Catalina Maya    | Catalina Maya    | Catalina Maya    | Carolina Castro     | Carolina Castro     | Carolina Castro     | Carolina Castro     | Carolina Castro     | Carolina Castro     | Belky Arizala       | Belky Arizala       | Belky Arizala       | Belky Arizala       | Belky Arizala       | Belky Arizala       | COL$ 50 000 000    | COL$ 50 000 000    | COL$ 50 000 000    | COL$ 50 000 000    | COL$ 50 000 000    | COL$ 50 000 000    | —           | —           | —           | —           | —           | —           | —                                     | —                                     | —                                     | —                                     | —                                     | —                                     | Jurado                        | Jurado                        | Jurado                        | Jurado                        | Jurado                        | Jurado                        |
| 3                      | Pasarela               | Carolina Castro  | Carolina Castro  | Carolina Castro  | Carolina Castro  | Carolina Castro  | Carolina Castro  | Belky Arizala       | Belky Arizala       | Belky Arizala       | Belky Arizala       | Belky Arizala       | Belky Arizala       | Catalina Maya       | Catalina Maya       | Catalina Maya       | Catalina Maya       | Catalina Maya       | Catalina Maya       | COL$ 50 000 000    | COL$ 50 000 000    | COL$ 50 000 000    | COL$ 50 000 000    | COL$ 50 000 000    | COL$ 50 000 000    | —           | —           | —           | —           | —           | —           | —                                     | —                                     | —                                     | —                                     | —                                     | —                                     | Jurado                        | Jurado                        | Jurado                        | Jurado                        | Jurado                        | Jurado                        |
| Ciclo 9                |                        |                  |                  |                  |                  |                  |                  |                     |                     |                     |                     |                     |                     |                     |                     |                     |                     |                     |                     |                    |                    |                    |                    |                    |                    |             |             |             |             |             |             |                                       |                                       |                                       |                                       |                                       |                                       |                               |                               |                               |                               |                               |                               |
| Reto                   | Tipo                   | Agencia Ganadora | Agencia Ganadora | Agencia Ganadora | Agencia Ganadora | Agencia Ganadora | Agencia Ganadora | Agencias Perdedoras | Agencias Perdedoras | Agencias Perdedoras | Agencias Perdedoras | Agencias Perdedoras | Agencias Perdedoras | Agencias Perdedoras | Agencias Perdedoras | Agencias Perdedoras | Agencias Perdedoras | Agencias Perdedoras | Agencias Perdedoras | Valor del contrato | Valor del contrato | Valor del contrato | Valor del contrato | Valor del contrato | Valor del contrato | Empresa     | Empresa     | Empresa     | Empresa     | Empresa     | Empresa     | Producto                              | Producto                              | Producto                              | Producto                              | Producto                              | Producto                              | Cliente                       | Cliente                       | Cliente                       | Cliente                       | Cliente                       | Cliente                       |
| 1                      | Sesión fotográfica     | Carolina Castro  | Carolina Castro  | Carolina Castro  | Carolina Castro  | Carolina Castro  | Carolina Castro  | Catalina Maya       | Catalina Maya       | Catalina Maya       | Catalina Maya       | Catalina Maya       | Catalina Maya       | Belky Arizala       | Belky Arizala       | Belky Arizala       | Belky Arizala       | Belky Arizala       | Belky Arizala       | COL$ 15 000 000    | COL$ 15 000 000    | COL$ 15 000 000    | COL$ 15 000 000    | COL$ 15 000 000    | COL$ 15 000 000    | NutreCan    | NutreCan    | NutreCan    | NutreCan    | NutreCan    | NutreCan    | —                                     | —                                     | —                                     | —                                     | —                                     | —                                     | Jurado                        | Jurado                        | Jurado                        | Jurado                        | Jurado                        | Jurado                        |
| 2                      | Comercial de actuación | Belky Arizala    | Belky Arizala    | Belky Arizala    | Belky Arizala    | Belky Arizala    | Belky Arizala    | Carolina Castro     | Carolina Castro     | Carolina Castro     | Carolina Castro     | Carolina Castro     | Carolina Castro     | Catalina Maya       | Catalina Maya       | Catalina Maya       | Catalina Maya       | Catalina Maya       | Catalina Maya       | COL$ 15 000 000    | COL$ 15 000 000    | COL$ 15 000 000    | COL$ 15 000 000    | COL$ 15 000 000    | COL$ 15 000 000    | —           | —           | —           | —           | —           | —           | —                                     | —                                     | —                                     | —                                     | —                                     | —                                     | Jurado                        | Jurado                        | Jurado                        | Jurado                        | Jurado                        | Jurado                        |
| 3                      | Pasarela urbana        | Catalina Maya    | Catalina Maya    | Catalina Maya    | Catalina Maya    | Catalina Maya    | Catalina Maya    | Belky Arizala       | Belky Arizala       | Belky Arizala       | Belky Arizala       | Belky Arizala       | Belky Arizala       | Carolina Castro     | Carolina Castro     | Carolina Castro     | Carolina Castro     | Carolina Castro     | Carolina Castro     | COL$ 15 000 001    | COL$ 15 000 001    | COL$ 15 000 001    | COL$ 15 000 001    | COL$ 15 000 001    | COL$ 15 000 001    | —           | —           | —           | —           | —           | —           | —                                     | —                                     | —                                     | —                                     | —                                     | —                                     | Jurado                        | Jurado                        | Jurado                        | Jurado                        | Jurado                        | Jurado                        |
| Ciclo 10               |                        |                  |                  |                  |                  |                  |                  |                     |                     |                     |                     |                     |                     |                     |                     |                     |                     |                     |                     |                    |                    |                    |                    |                    |                    |             |             |             |             |             |             |                                       |                                       |                                       |                                       |                                       |                                       |                               |                               |                               |                               |                               |                               |
| Reto                   | Tipo                   | Agencia Ganadora | Agencia Ganadora | Agencia Ganadora | Agencia Ganadora | Agencia Ganadora | Agencia Ganadora | Agencias Perdedoras | Agencias Perdedoras | Agencias Perdedoras | Agencias Perdedoras | Agencias Perdedoras | Agencias Perdedoras | Agencias Perdedoras | Agencias Perdedoras | Agencias Perdedoras | Agencias Perdedoras | Agencias Perdedoras | Agencias Perdedoras | Valor del contrato | Valor del contrato | Valor del contrato | Valor del contrato | Valor del contrato | Valor del contrato | Empresa     | Empresa     | Empresa     | Empresa     | Empresa     | Empresa     | Producto                              | Producto                              | Producto                              | Producto                              | Producto                              | Producto                              | Cliente                       | Cliente                       | Cliente                       | Cliente                       | Cliente                       | Cliente                       |
| 1                      | Sesión fotográfica     | Carolina Castro  | Carolina Castro  | Carolina Castro  | Carolina Castro  | Carolina Castro  | Carolina Castro  | Catalina Maya       | Catalina Maya       | Catalina Maya       | Catalina Maya       | Catalina Maya       | Catalina Maya       | Belky Arizala       | Belky Arizala       | Belky Arizala       | Belky Arizala       | Belky Arizala       | Belky Arizala       | COL$ 15 000 000    | COL$ 15 000 000    | COL$ 15 000 000    | COL$ 15 000 000    | COL$ 15 000 000    | COL$ 15 000 000    | —           | —           | —           | —           | —           | —           | —                                     | —                                     | —                                     | —                                     | —                                     | —                                     | Jurado                        | Jurado                        | Jurado                        | Jurado                        | Jurado                        | Jurado                        |
| 2                      | Comercial publicitario | Catalina Maya    | Catalina Maya    | Catalina Maya    | Catalina Maya    | Catalina Maya    | Catalina Maya    | Carolina Castro     | Carolina Castro     | Carolina Castro     | Carolina Castro     | Carolina Castro     | Carolina Castro     | Belky Arizala       | Belky Arizala       | Belky Arizala       | Belky Arizala       | Belky Arizala       | Belky Arizala       | COL$ 15 000 000    | COL$ 15 000 000    | COL$ 15 000 000    | COL$ 15 000 000    | COL$ 15 000 000    | COL$ 15 000 000    | Pomys       | Pomys       | Pomys       | Pomys       | Pomys       | Pomys       | —                                     | —                                     | —                                     | —                                     | —                                     | —                                     | Jurado                        | Jurado                        | Jurado                        | Jurado                        | Jurado                        | Jurado                        |
| 3                      | Convocatoria           | Carolina Castro  | Carolina Castro  | Carolina Castro  | Carolina Castro  | Carolina Castro  | Carolina Castro  | Belky Arizala       | Belky Arizala       | Belky Arizala       | Belky Arizala       | Belky Arizala       | Belky Arizala       | Catalina Maya       | Catalina Maya       | Catalina Maya       | Catalina Maya       | Catalina Maya       | Catalina Maya       | COL$ 15 000 001    | COL$ 15 000 001    | COL$ 15 000 001    | COL$ 15 000 001    | COL$ 15 000 001    | COL$ 15 000 001    | —           | —           | —           | —           | —           | —           | —                                     | —                                     | —                                     | —                                     | —                                     | —                                     | Jurado                        | Jurado                        | Jurado                        | Jurado                        | Jurado                        | Jurado                        |
| Ciclo 11 (Semifinal)   |                        |                  |                  |                  |                  |                  |                  |                     |                     |                     |                     |                     |                     |                     |                     |                     |                     |                     |                     |                    |                    |                    |                    |                    |                    |             |             |             |             |             |             |                                       |                                       |                                       |                                       |                                       |                                       |                               |                               |                               |                               |                               |                               |
| Reto                   | Tipo                   | Agencia Ganadora | Agencia Ganadora | Agencia Ganadora | Agencia Ganadora | Agencia Ganadora | Agencia Ganadora | Agencias Perdedoras | Agencias Perdedoras | Agencias Perdedoras | Agencias Perdedoras | Agencias Perdedoras | Agencias Perdedoras | Agencias Perdedoras | Agencias Perdedoras | Agencias Perdedoras | Agencias Perdedoras | Agencias Perdedoras | Agencias Perdedoras | Valor del contrato | Valor del contrato | Valor del contrato | Valor del contrato | Valor del contrato | Valor del contrato | Empresa     | Empresa     | Empresa     | Empresa     | Empresa     | Empresa     | Producto                              | Producto                              | Producto                              | Producto                              | Producto                              | Producto                              | Cliente                       | Cliente                       | Cliente                       | Cliente                       | Cliente                       | Cliente                       |
| 1                      | Fashion film           | Catalina Maya    | Catalina Maya    | Catalina Maya    | Catalina Maya    | Catalina Maya    | Catalina Maya    | Carolina Castro     | Carolina Castro     | Carolina Castro     | Carolina Castro     | Carolina Castro     | Carolina Castro     | Belky Arizala       | Belky Arizala       | Belky Arizala       | Belky Arizala       | Belky Arizala       | Belky Arizala       | COL$ 15 000 000    | COL$ 15 000 000    | COL$ 15 000 000    | COL$ 15 000 000    | COL$ 15 000 000    | COL$ 15 000 000    | —           | —           | —           | —           | —           | —           | —                                     | —                                     | —                                     | —                                     | —                                     | —                                     | Jurado                        | Jurado                        | Jurado                        | Jurado                        | Jurado                        | Jurado                        |
| 2                      | Pasarela               | Catalina Maya    | Catalina Maya    | Catalina Maya    | Catalina Maya    | Catalina Maya    | Catalina Maya    | Carolina Castro     | Carolina Castro     | Carolina Castro     | Carolina Castro     | Carolina Castro     | Carolina Castro     | Belky Arizala       | Belky Arizala       | Belky Arizala       | Belky Arizala       | Belky Arizala       | Belky Arizala       | COL$ 15 000 000    | COL$ 15 000 000    | COL$ 15 000 000    | COL$ 15 000 000    | COL$ 15 000 000    | COL$ 15 000 000    | —           | —           | —           | —           | —           | —           | —                                     | —                                     | —                                     | —                                     | —                                     | —                                     | Jurado                        | Jurado                        | Jurado                        | Jurado                        | Jurado                        | Jurado                        |
| 3                      | Sesión fotográfica     | Belky Arizala    | Belky Arizala    | Belky Arizala    | Belky Arizala    | Belky Arizala    | Belky Arizala    | Catalina Maya       | Catalina Maya       | Catalina Maya       | Catalina Maya       | Catalina Maya       | Catalina Maya       | Carolina Castro     | Carolina Castro     | Carolina Castro     | Carolina Castro     | Carolina Castro     | Carolina Castro     | COL$ 30 000 001    | COL$ 30 000 001    | COL$ 30 000 001    | COL$ 30 000 001    | COL$ 30 000 001    | COL$ 30 000 001    | —           | —           | —           | —           | —           | —           | —                                     | —                                     | —                                     | —                                     | —                                     | —                                     | Jurado                        | Jurado                        | Jurado                        | Jurado                        | Jurado                        | Jurado                        |

## Eliminación
Los equipos perdedores de cada ciclo, deberán enfrentarse al reto de eliminación. Cada directora tendrá que tomar la decisión de nominar a una pareja de modelos de sus respectivas agencias, quienes lucharán por mantener vivo su sueño en la competencia. La pareja que mejor desempeño tenga, se salvará, y la otra dupla no tendrá más remedio que abandonar el juego.
| Ciclo | Nominados            | Nominados            | Nominados              | Nominados              | Nominados        | Nominados        | Nominados             | Nominados             | Prueba                             | Eliminados           | Eliminados             |
| ----- | -------------------- | -------------------- | ---------------------- | ---------------------- | ---------------- | ---------------- | --------------------- | --------------------- | ---------------------------------- | -------------------- | ---------------------- |
| 1     | Sara Victoria Sierra | Sara Victoria Sierra | David Duque "El Mago"  | David Duque "El Mago"  | Tatiana Perlaza  | Tatiana Perlaza  | Alejandro Neuman      | Alejandro Neuman      | La foto final - Rabia              | Sara Victoria Sierra | David Duque "El Mago"  |
| 2     | Tatiana Perlaza      | Tatiana Perlaza      | Juan Cardona "Vikingo" | Juan Cardona "Vikingo" | Ana María Gorrón | Ana María Gorrón | Mauricio Aristizábal  | Mauricio Aristizábal  | La foto final - Miedo              | Tatiana Perlaza      | Juan Cardona "Vikingo" |
| 3     | Ana María Gorrón     | Ana María Gorrón     | Mauricio Aristizábal   | Mauricio Aristizábal   | Sara Montoya     | Sara Montoya     | Miguel Saade          | Miguel Saade          | La foto final - Deseo              | Ana María Gorrón     | Mauricio Aristizábal   |
| 4     | Sara Montoya         | Sara Montoya         | Miguel Saade           | Miguel Saade           | Valeria Mojica   | Valeria Mojica   | Juan Sebastián Cuevas | Juan Sebastián Cuevas | La foto final - Felicidad          | Sara Montoya         | Miguel Saade           |
| 5     | Valeria Mojica       | Valeria Mojica       | Juan Sebastián Cuevas  | Juan Sebastián Cuevas  | Leandra García   | Leandra García   | Luis Carlos Carvajal  | Luis Carlos Carvajal  | La foto final - Sorpresa           | Valeria Mojica       | Juan Sebastián Cuevas  |
| 6     | Carolina Guerra      | Carolina Guerra      | David Arenas           | David Arenas           | Leicy Rivas      | Leicy Rivas      | Dave Castiblanco      | Dave Castiblanco      | La foto final - Asco               | Leicy Rivas          | Dave Castiblanco       |
| 7     | Mara Cifuentes       | Mara Cifuentes       | Andrés Morales         | Andrés Morales         | Leandra García   | Leandra García   | Luis Carlos Carvajal  | Luis Carlos Carvajal  | La foto final - Desesperación      | Leandra García       | Luis Carlos Carvajal   |
| 9     | Andrea Rubio         | Andrea Rubio         | Jhan Mena              | Jhan Mena              | Mara Cifuentes   | Mara Cifuentes   | Andrés Morales        | Andrés Morales        | La foto final - Envidia            | Mara Cifuentes       | Andrés Morales         |
| 10    | Bárbara Rodríguez    | Bárbara Rodríguez    | Alejandro Neuman       | Alejandro Neuman       | Andrea Rubio     | Andrea Rubio     | Jhan Mena             | Jhan Mena             | La foto final - Ternura            | Bárbara Rodríguez    | Alejandro Neuman       |
| 11    | Nicolás Trujillo     | Nicolás Trujillo     | Elisabeth Rozo         | Elisabeth Rozo         | Carolina Guerra  | Carolina Guerra  | David Arenas          | David Arenas          | La foto final - Portada de Revista | Elisabeth Rozo       | Nicolás Trujillo       |

## Balance general
| Agencia         | Tipo de trabajo                                   | Ciclo | Ciclo | Ciclo | Ciclo | Ciclo | Ciclo | Ciclo | Ciclo | Ciclo | Ciclo | Ciclo | Acumulado de dinero | Acumulado de dinero | Acumulado de dinero | Porcentaje de éxito | Porcentaje de éxito |
| Agencia         | Tipo de trabajo                                   | 1     | 2     | 3     | 4     | 5     | 6     | 7     | 8     | 9     | 10    | 11    | Específico          | General             | Cobrado             | Específico          | General             |
| --------------- | ------------------------------------------------- | ----- | ----- | ----- | ----- | ----- | ----- | ----- | ----- | ----- | ----- | ----- | ------------------- | ------------------- | ------------------- | ------------------- | ------------------- |
| Belky Arizala   | Comercial                                         |       |       |       |       |       |       |       |       |       |       |       | COL$ 95 000 000     | COL$ 180 000 004    | COL$ 140 000 004    | 50,0%               | 27,3%               |
| Belky Arizala   | Sesión fotográfica                                |       |       |       |       |       |       |       |       |       |       |       | COL$ 45 000 002     | COL$ 180 000 004    | COL$ 140 000 004    | 18,2%               | 27,3%               |
| Belky Arizala   | Pasarela                                          |       |       |       |       |       |       |       |       |       |       |       | COL$ 40 000 002     | COL$ 180 000 004    | COL$ 140 000 004    | 22,2%               | 27,3%               |
| Belky Arizala   | Activación de marca / Convocatoria / Fashion Film |       |       |       |       |       |       |       |       |       |       |       | COL$ 0              | COL$ 180 000 004    | COL$ 140 000 004    | 00,0%               | 27,3%               |
| Carolina Castro | Comercial                                         |       |       |       |       |       |       |       |       |       |       |       | COL$ 15 000 000     | COL$ 175 000 003    | COL$ 135 000 003    | 10,0%               | 24,2%               |
| Carolina Castro | Sesión fotográfica                                |       |       |       |       |       |       |       |       |       |       |       | COL$ 40 000 000     | COL$ 175 000 003    | COL$ 135 000 003    | 27,3%               | 24,2%               |
| Carolina Castro | Pasarela                                          |       |       |       |       |       |       |       |       |       |       |       | COL$ 105 000 002    | COL$ 175 000 003    | COL$ 135 000 003    | 33,3%               | 24,2%               |
| Carolina Castro | Activación de marca / Convocatoria / Fashion Film |       |       |       |       |       |       |       |       |       |       |       | COL$ 15 000 001     | COL$ 175 000 003    | COL$ 135 000 003    | 33,3%               | 24,2%               |
| Catalina Maya   | Comercial                                         |       |       |       |       |       |       |       |       |       |       |       | COL$ 100 000 000    | COL$ 325 000 003    | COL$ 185 000 003    | 40,0%               | 48,5%               |
| Catalina Maya   | Sesión fotográfica                                |       |       |       |       |       |       |       |       |       |       |       | COL$ 130 000 000    | COL$ 325 000 003    | COL$ 185 000 003    | 54,5%               | 48,5%               |
| Catalina Maya   | Pasarela                                          |       |       |       |       |       |       |       |       |       |       |       | COL$ 65 000 003     | COL$ 325 000 003    | COL$ 185 000 003    | 44,4%               | 48,5%               |
| Catalina Maya   | Activación de marca / Convocatoria / Fashion Film |       |       |       |       |       |       |       |       |       |       |       | COL$ 30 000 000     | COL$ 325 000 003    | COL$ 185 000 003    | 66,6%               | 48,5%               |

## Audiencia
| Registro del Índice de audiencia | Registro del Índice de audiencia                           | Registro del Índice de audiencia | Registro del Índice de audiencia |
| Fecha                            | Descripción                                                | Índice de audiencia Personas     | Posición                         |
| -------------------------------- | ---------------------------------------------------------- | -------------------------------- | -------------------------------- |
| 08/01/2019                       | Elección de modelos y Brief #1 (comercial publicitario).   | 10.7                             | Segundo                          |
| 09/01/2019                       | Reto "La selfie perfecta" y Brief #2 (sesión fotográfica). | 9.9                              | Segundo                          |
| 10/01/2019                       | Brief #3 (pasarela urbana) y Eliminación #1.               | 9.2                              | Tercero                          |
| 11/01/2019                       | Brief #4 (comercial de actuación).                         | 7.1                              | Cuarto                           |
| 14/01/2019                       | Brief #5 (desnudo artístico).                              | 8.5                              | Cuarto                           |
| 15/01/2019                       | Brief #6 (pasarela urbana) y Eliminación #2.               | 9.2                              | Tercero                          |
| 16/01/2019                       | Brief #7 (editorial de moda).                              | 9.2                              | Tercero                          |
| 17/01/2019                       | Brief #8 (comercial de Pantene).                           | 9.2                              | Quinto                           |
| 18/01/2019                       | Brief #9 (pasarela bajo la lluvia) y Eliminación #3.       | 8.8                              | Cuarto                           |
| 21/01/2019                       | Brief #10 (sesión fotográfica de la marca Agua Cristal).   | 8.4                              | Cuarto                           |
| 22/01/2019                       | Brief #11 (Infomercial Jabón Rey).                         | 9.5                              | Tercero                          |
| 23/01/2019                       | Brief #12 (Desfile perruno) y Eliminación #4.              | 8.9                              | Cuarto                           |
| 24/01/2019                       | Brief #13 (comercial de Jabón Dorado).                     | 9.1                              | Cuarto                           |
| 25/01/2019                       | Brief #14 (sesión fotográfica).                            | 8.6                              | Cuarto                           |
| 28/01/2019                       | Brief #15 (pasarela sobre ruedas) y Eliminación #5.        | 9.5                              | Cuarto                           |
| 29/01/2019                       | Brief #16 (sesión fotográfica).                            | 8.7                              | Cuarto                           |
| 30/01/2019                       | Brief #17 (Comercial Mr. Tea).                             | 9.0                              | Cuarto                           |
| 31/01/2019                       | Brief #18 (pasarela urbana) y Eliminación #6.              | 9.5                              | Tercero                          |
| 01/02/2019                       | Brief #19 (comercial de actuación).                        | 8.7                              | Cuarto                           |
| 04/02/2019                       | Brief #20 (activación de la marca Bretaña).                | 8.8                              | Cuarto                           |
| 05/02/2019                       | Brief #21 (sesión fotográfica) y Eliminación #7.           | 9.9                              | Tercero                          |
| 06/02/2019                       | Brief #22 (sesión fotográfica acuática).                   | 9.7                              | Cuarto                           |
| 07/02/2019                       | Brief #23 (comercial de deporte).                          | 9.8                              | Cuarto                           |
| 08/02/2019                       | Brief #24 (pasarela contrarreloj).                         | 8.7                              | Cuarto                           |
| 11/02/2019                       | Brief #25 (sesión fotográfica NutreCan).                   | 9.6                              | Cuarto                           |
| 12/02/2019                       | Brief #26 (comercial San Valentín).                        | 9.4                              | Cuarto                           |
| 13/02/2019                       | Brief #27 (pasarela urbana) y Eliminación #8.              | 9.3                              | Tercero                          |
| 14/02/2019                       | Brief #28 (sesión fotográfica).                            | 9.3                              | Tercero                          |
| 15/02/2019                       | Brief #29 (comercial Pomys).                               | 8.1                              | Cuarto                           |
| 18/02/2019                       | Brief #30 (convocatoria) y Eliminación #9.                 | 9.1                              | Tercero                          |
| 19/02/2019                       | Brief #31 (fashion film).                                  | 8.8                              | Cuarto                           |
| 20/02/2019                       | Brief #32 (pasarela).                                      | 9.2                              | Tercero                          |
| 21/02/2019                       | Brief #33 (sesión fotográfica) y Eliminación #10.          | 9.4                              | Tercero                          |
| 22/02/2019                       | Gran Final.                                                | 9.6                              | Segundo                          |

Leyenda
     Emisión más vista
     Emisión menos vista

### Participantes en competencias anteriores
| Leandra García | Guerreros Colombia Quinta Temporada (1° MiniTemporada) Guerreros Colombia Sexta Temporada | 2018 | Equipo Perdedor ("Equipo Mujeres") Equipo Ganador ("Equipo Leones") |